# Джуронг (парк птиц)
Парк птиц Джуронг (кит. трад. 裕廊飞禽公园; малайск. Taman Burung Jurong; там. ஜுரோங் பறவை பூங்கா) — один из самых больших парков птиц в мире и самый большой в Азии. Находится на западном склоне холма Джуронг, примерно в получасе езды от центра города Сингапура.

## Описание
Создание парка было задумано министром финансов Доктором Гох Кенг Сви (англ. Dr Goh Keng Swee), который хотел, чтобы жители Сингапура смогли отдохнуть наедине с природой. Замысел был воплощен в жизнь тем, что для всех птиц здесь созданы условия жизни, максимально приближенные к их естественной среде обитания: от антарктической площадки для пингвинов до вольера с имитацией тропических гроз, спроектированного специально для «местных» видов из Юго-Восточной Азии. Все обустроено так, что создается впечатление, будто птицы живут на свободе и летают прямо над головами туристов. Не считая стоимости участка земли, на строительство парка было потрачено 3,5 миллиона долларов.
Парк птиц Джуронг разделен на следующие тематические зоны:
- Мир Тьмы — вольер, где представлены исключительно ночные обитатели парка. Особенностью зоны является то, что она оборудована осветительной системой, которая во время дневного посещения туристов создает там ночь, а ночью — день. Таким образом, посетители видят активную фазу жизни птиц днём. Для каждой особи воссозданы привычные условия обитания: мангровые леса — для желтой рыбной совы, ели и снег — для полярной совы.
- Птицы Юго-Восточной Азии — около 260 видов, перемещение большинства из которых не ограничено, но для некоторых создана естественная для них среда — джунгли с настоящими тропическими дождями, грозами и влажностью.
- Побережье Пингвинов — в этом павильоне, площадью 1 600 м² и высотой около 21 м в холодном климате, при температуре 16 градусов Цельсия, с искусственными водоемами, утесами и камнями обитают свыше двухсот пингвинов. Посетители, кроме простого осмотра вольера, могут увидеть пингвинов под водой из галереи с 30-метровым окном.
- Лори Лофт — огромное пространство под сеткой, натянутой на высоте 9-этажного дома, где на площади 3 000 квадратных метров живут более 1 000 попугаев — всего 110 разновидностей, из них 60 видов разводится в самом парке. Эти вольеры воспроизводят естественную среду обитания птиц, с огромным количеством тропической растительности. Посетителям представляют возможность покормить птиц с рук смесью из специального нектара.
- Туканы и Птицы-Носороги — вольер, в котором находится одна из самых богатых в мире коллекций азиатских птиц-носорогов и южно-американских туканов. 25 огромных птичьих вольеров высотой около 10 метров.
- Райские Птицы — в парке представлено 5 видов райских птиц, из 43, существующих на земле разновидностей. Особой гордостью парка являются двенадцатиперые райские птицы, которые впервые развести удалось именно здесь.
- Павильон с водопадом — птичий вольер площадью два гектара, в котором находится один из самых высоких в мире (30 метров) искусственный водопад. На территории павильона живут более 1 500 свободно летающих птиц из Азии, Африки и Южной Америки. Для создания тропического леса высажено около 10 000 экзотических растений, включающих 125 разновидностей деревьев, бамбука, пальм и травы. Здесь туристы могут наблюдать за купанием, насестом, выращиванием потомства различных птиц.
- Лебединое озеро — водоём, в котором обитают несколько разновидностей лебедей — черношейного, черного, лебедя-кликуна. Для наблюдения за птицами сделана специальная палуба.
- Речной залив — место, где создана приозерная протока — воссозданная пресноводная речная среда обитания водоплавающих птиц, рыб и черепах. Здесь можно познакомиться с более чем 20 видами уток и увидеть через 11-метровое широкое стекло, как они ныряют.
- Бухта Пеликанов — объединяет 7 видов пеликанов, в том числе находящийся под угрозой исчезновения вид — Кудрявый пеликан. Посетители парка могут гулять рядом с птицами или сидеть на берегу пруда.
- Хищные птицы — вольеры, где представлены орлы, ястребы и соколы.
- Африканские болотистые угодья — павильоны, оформленные в африканском стиле, с пальмами и высокой травой, где обитают несколько разновидностей аистов и африканских птиц. Эта выставка расположена прямо у входа в парк.
- Нелетающие птицы — здесь обитают разнообразные виды страусов.
- Озеро Фламинго — водоём с уникальными розовыми фламинго.
- Шоу птиц — амфитеатр, где проводятся шоу птиц представления с участием пеликанов, фламинго, птиц-носорогов, ястребов и так далее.
- Аллея Геликония — произрастают 167 видов этого цветка, с 1989 года парк официально признан центром коллекционирования геликонии.

Кроме пеших прогулок туристам предлагают прокатиться в кондиционированном трамвайчике панорамной монорельсовой дороги «панорэйл» (1,7 км), которая проходит через весь парк с остановками внутри вольеров.

## Галерея
- «Побережье Пингвинов»
- «Африканские болотистые угодья»
- «Озеро Фламинго»
- «Бухта Пеликанов»
- «Лебединое озеро»
- «Павильон с водопадом»
- «Нелетающие птицы»
- «Птицы Юго-Восточной Азии»
- «Хищные птицы»
- «Лори Лофт»
- «Туканы и Птицы-Носороги»
- «Райские Птицы»
- Вход в «Мир Тьмы»
- «Шоу птиц»
- «Панорэйл»